# 貝爾格萊德 (內布拉斯加州)
貝爾格萊德（英語：Belgrade）是位於美國內布拉斯加州南斯縣的村。

## 人口
根據2020年美國人口普查的數據，貝爾格萊德的面積為0.50平方千米，皆為陸地。當地共有人口103人，而人口密度為每平方千米206人。